# Schwimmbrett

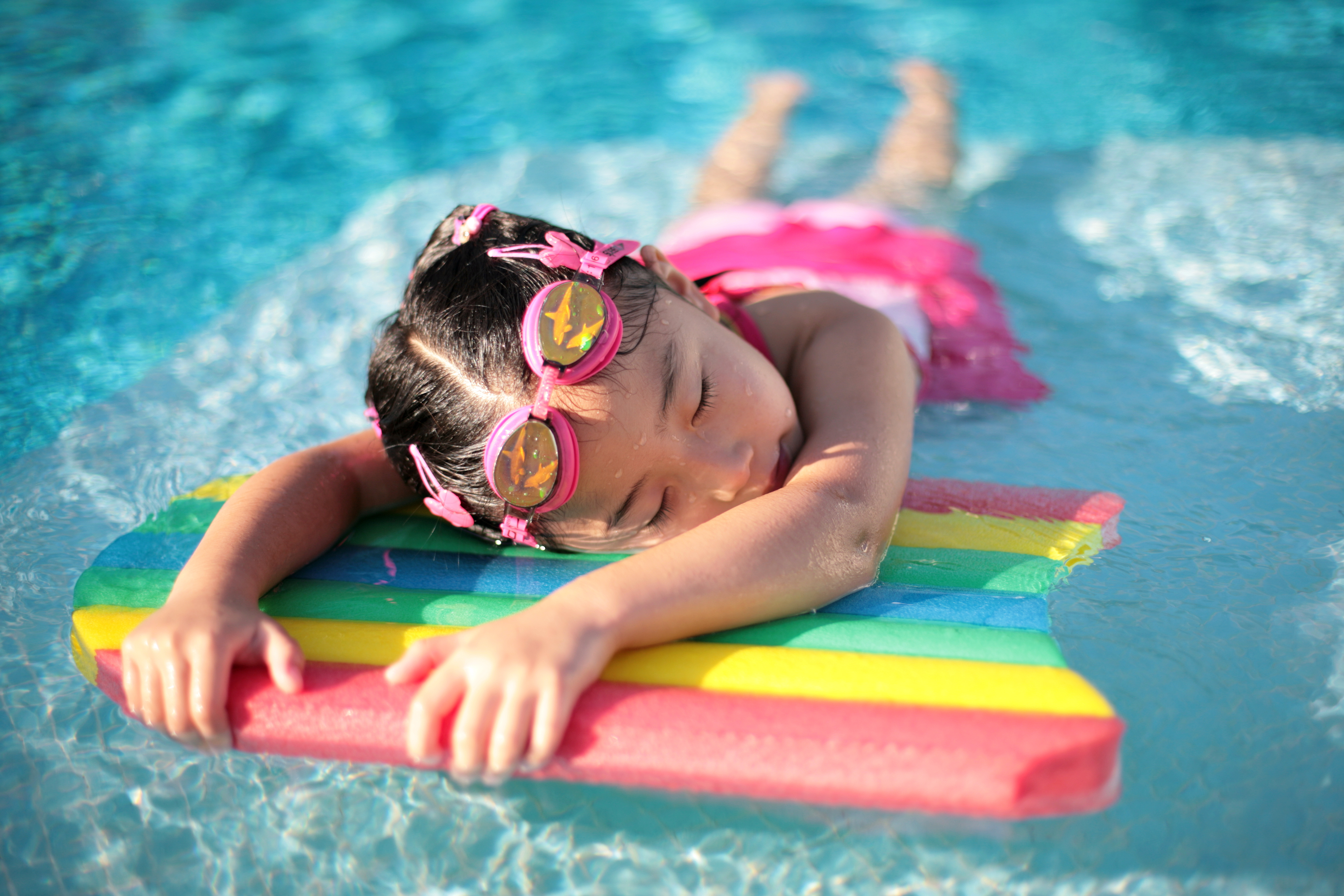
Ein Mädchen entspannt sich auf einem Schwimmbrett

Als Schwimmbrett wird eine Schwimmhilfe bezeichnet, an der sich ein Schwimmer mit den Händen festhält oder es sich zwischen die Oberschenkel klemmt, um von deren Auftrieb zu profitieren. Das Schwimmbrett hat meist die rechteckige, flache Form eines Brettes und besteht als Holz, Kork oder heutzutage meist aus Schaumstoff.
Das Schwimmbrett wird zum Erlernen des Schwimmens und zum Training eingesetzt. Fasst der Schwimmer das Schwimmbrett mit den Händen, kann das Beineschwimmen in jeder Schwimmlage geübt werden. Das Armeschwimmen wird unterstützt, indem das Brett zwischen die Beine geklemmt wird. 
Ein Pull Buoy ist eine moderne Form eines Schwimmbrettes zwischen den Oberschenkeln. In Abgrenzung dazu und mit Betonung ihres Einsatzzwecks als Schwimmhilfe zum Erlernen des Beineschwimmens, werden mit Wortherkunft aus dem Englischen besonders dafür oder nur dafür geeignete Schwimmbretter umgangssprachlich auch als Kickboard bezeichnet.